# José Bustamante (football, 1907)
Pour les articles homonymes, voir José Bustamante et Bustamante.
José Bustamante Miramontes (né en 1907 et mort à une date inconnue) est un footballeur international bolivien, qui a évolué en tant qu'attaquant.

## Biographie
Il joue sa carrière dans le club bolivien du Club Litoral, un des clubs de la capitale.
Bustamante prend part aux neuf premiers matchs internationaux de l'histoire de son pays, en participant à la Copa América 1926 au Chili, à la Copa América 1927 au Pérou où il marque deux buts contre le pays hôte, et surtout à la coupe du monde 1930 en Uruguay avec la Bolivie, appelé par l'entraîneur Ulises Saucedo.
Le pays ne passe pas le premier tour lors de la compétition, et perd deux fois 4-0 contre la Yougoslavie et le Brésil.